# ジェイムズ・ボールドウィン
ジェイムズ・ボールドウィン（英語: James Baldwin、本名：ジェイムズ・アーサー・ボールドウィン（英語: James Arthur Baldwin）、1924年8月2日 - 1987年11月30日）はアメリカ合衆国の小説家、著作家、劇作家、詩人、随筆家および公民権運動家である。
ボールドウィンの著作の大半は20世紀半ばのアメリカ合衆国における人種問題と性の問題を扱っており、黒人であり同性愛者であることに関した、アイデンティティへの疑問と探索、社会的・心理的圧力がテーマになっている。代表作に『山にのぼりて告げよ』がある。
ボールドウィンも、リチャード・ライトの流れをくむ怒れる黒人作家だったが、白人による黒人差別の問題に真っ向から挑んだライトとは異なり、黒人を差別する白人を憎むのではなく、むしろ黒人側が憐みの心をもって受け容れてやらなければならないと主張した。

## 生涯

### 生い立ちと青年時代
1924年に9人いる子供の長子として生まれた。彼は実の父に会ったことも、父がどういう人であるかを知ることも無かったが、その代わりに継父のデイビッド・ボールドウィンに父の姿を見ていた。デイビッドは工場労働者であり街頭説教師でもあったが、家にあっては大変残酷であったと言われている。継父はボールドウィンが文学を志すことに反対であったが、ボールドウィンは恩師やニューヨーク市長のフィオレロ・ラガーディアからの支援を得た。14歳の時にハーレムの小さなファイアサイド・ペンテコステ教会に入り、後にブロンクスのデウィット・クリントン高校を卒業すると、グリニッジ・ヴィレッジに移住し、文学の修行に勤しむことになった。

### ひらめきと友情
ボールドウィンは「私にとって世界で最も偉大な黒人作家」と慕った年上の作家リチャード・ライトから支援を受けることになった。ライトは友人として、ボールドウィンが「ユージーン・F・サクソン記念賞」を受ける手助けをした。ボールドウィンはその随筆集の題に『アメリカの息子のノート』(Notes of a Native Son)としたが、これはライトの小説『アメリカの息子』に掛けたものだった。しかし、ボールドウィンの1949年刊の随筆『みんなの抗議小説』(Everybody's Protest Novel)が、両者の友情を終わらせた。ライトの小説『アメリカの息子』がハリエット・ビーチャー・ストウの『アンクル・トムの小屋』に似て信憑性のある人物や心理的描写に欠けていると主張したからであった。後年の黒人作家ジュリアス・レスターによるインタビューでは、ボールドウィンはライトに対する憧憬は残っているとして「私はリチャードのことを知っているし、愛してもいる。私は彼を攻撃しているのではなく、自分として何かを明らかにしようとしただけだ」と説明した。
もう一人、ボールドウィンの人生に影響を与えた人物はアフリカ系アメリカ人の画家ビュフォード・デラニーであった。ボールドウィンは『切符の値段』（The Price of the Ticket、1985年）で、デラニーのことを「黒人が芸術家になれるという最初の生きている証。暖かい時と不敬でもない場所で、彼は私の先生であり私は彼の生徒であると考えられた。彼は私にとって勇気と強さ、謙遜と情熱の見本になった。絶対的な強さ、私は彼を見て何度も揺り動かされ、私は彼が折れたのを見たが決して屈服するのを見たことはない」と表現した。

### 後半生

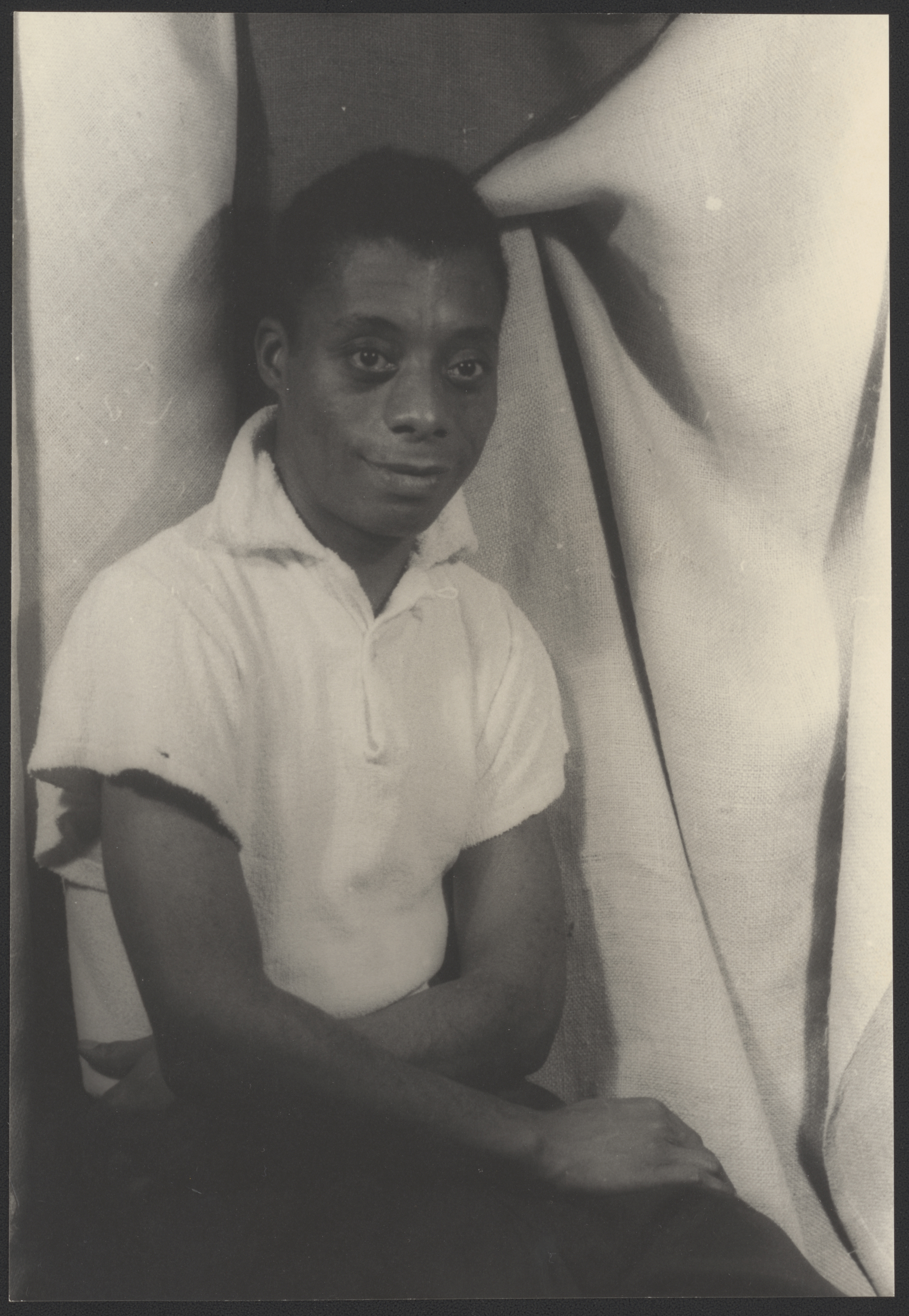
カール・ヴァン・ヴェクテンによるジェイムズ・ボールドウィンの肖像写真（1955年）アメリカ議会図書館蔵

当時の多くのアメリカ作家と同様に、ボールドウィンは1948年から長期間ヨーロッパに移住した。最初の目的地はパリだったが、1920年代にはアーネスト・ヘミングウェイ、ガートルード・スタイン、F・スコット・フィッツジェラルドが、1946年には友人リチャード・ライトがパリに在住し、著名作をものにしていた。アメリカに戻り、ボールドウィンは積極的に公民権運動に関わるようになり、マーティン・ルーサー・キング・ジュニアと共に首都ワシントンD.C.へ行進を行った。
1980年代初頭は、マサチューセッツ州西部の五つの大学で教員となり、在任時にマウント・ホリヨーク大学で後に劇作家スーザン＝ロリ・パークスを指導した。2002年にパークスはピューリッツァー賞 戯曲部門を受けた。
だが晩年のボールドウィンは長くアメリカに在住せず、国外での居住を繰り返し、特にトルコのイスタンブールおよびフランス南部のサン＝ポール＝ド＝ヴァンスでの在住が長かった。
1987年11月30日、サン＝ポール＝ド＝ヴァンスで食道癌のため死去、63歳没。

## 没後の影響
ボールドウィンが、他の作家に与えた影響は深いものがある。トニ・モリソンはライブラリー・オブ・アメリカのボールドウィンの小説と随筆の巻を編集し、最近の重要随筆集でもこの2人の作家を結び付けている。
1987年、メリーランド州ボルチモアの写真報道家ケビン・ブラウンは国立ジェイムズ・ボールドウィン文学協会を設立した。この協会はボールドウィンの生涯と遺産を祝う無償の公開行事を行っている。
2005年、アメリカ合衆国郵便公社はボールドウィンを描いた1級郵便切手を発行した。これは表面にボールドウィンの肖像、裏面の紙を剥がすと短い伝記が書かれていた。
短編小説『ソニーのブルース』(Sonny's Blues)は多くの短編集にも掲載され、大学の文学入門講義にも使われている。

## 文学の経歴
1953年、ボールドウィンの処女作、自伝的教養小説『山にのぼりて告げよ』(Go Tell It on the Mountain)を出版した。2年後には最初の随筆集『アメリカの息子のノート』(Notes of a Native Son)が出た。ボールドウィンは生涯その文体における実験をつづけ、詩、戯曲とともに小説や随筆を出版した。
1956年出版の2番目の小説『ジョヴァンニの部屋』(Giovanni's Room)は、その露骨な同性愛描写のために出版された時から議論が沸騰した。ボールドウィンは本作品の出版で、既存の価値に抵抗することになった。ボールドウィンがアフリカ系アメリカ人の経験を扱う作品を出版すると大衆が期待していることは分かっていたが、『ジョヴァンニの部屋』は白人のみが登場するものであった。次の2作品、『もう一つの国』(Another Country)と『Tell Me How Long the Train's Been Gone』は、黒人と白人が登場し、異性愛、同性愛および両性愛を扱った、秩序を掻き回すような実験小説であった。
同様にボールドウィンの長編随筆『交差点で降りろ』（Down at the Cross、出版された時の題で『次は火だ』(The Fire Next Time)の方が知られている）は、1960年代の小説に激しい不満を表している。この随筆はキリスト教と急成長する黒人イスラム教運動との不穏な関係について述べられており、当初ザ・ニューヨーカーの2回の特大版で出版され、ボールドウィンが思い通りにならない公民権運動について南部を講演旅行している間に、1963年のタイム誌の表紙を飾ることになった。穏やかでない関係について述べていた。ボールドウィンの次の作品も長い随筆で、『巷に名もなく―闘争のあいまの手記』(No Name in the Street)は1960年代後期の自己体験を下に、具体的には個人的な3人の友人メドガー・エヴァース、マルコムX、およびマーティン・ルーサー・キング・ジュニアの暗殺について書かれていた。
1970年代および1980年代のボールドウィンの作品は、大まかにみて批評家に取り上げられていなかったが、それは1960年代の黒人指導者の暗殺、同性愛嫌悪者のエルドリッジ・クリーバーによる『氷の魂』(Soul on Ice)によるボールドウィンに対する悪意有る攻撃、ボールドウィン自身が南フランスに戻ったことなどが一因でもあった。1972年には「One day when I was lost」という映画化されなかったシナリオが出版された。1970年代に書かれた2つの小説『ビール・ストリートに口あらば』(If Beale Street Could Talk)と『Just Above My Head』は黒人家族の重要性を大きなテーマにしており、続いて詩集『ジミーのブルース』(Jimmy's Blues)と長編随筆『The Evidence of Things Not Seen』を出版して文学活動を終えた。最後の随筆は1980年代早くに起こったアトランタ子供連続殺人事件に対する考察を繰り広げた。

## 作品

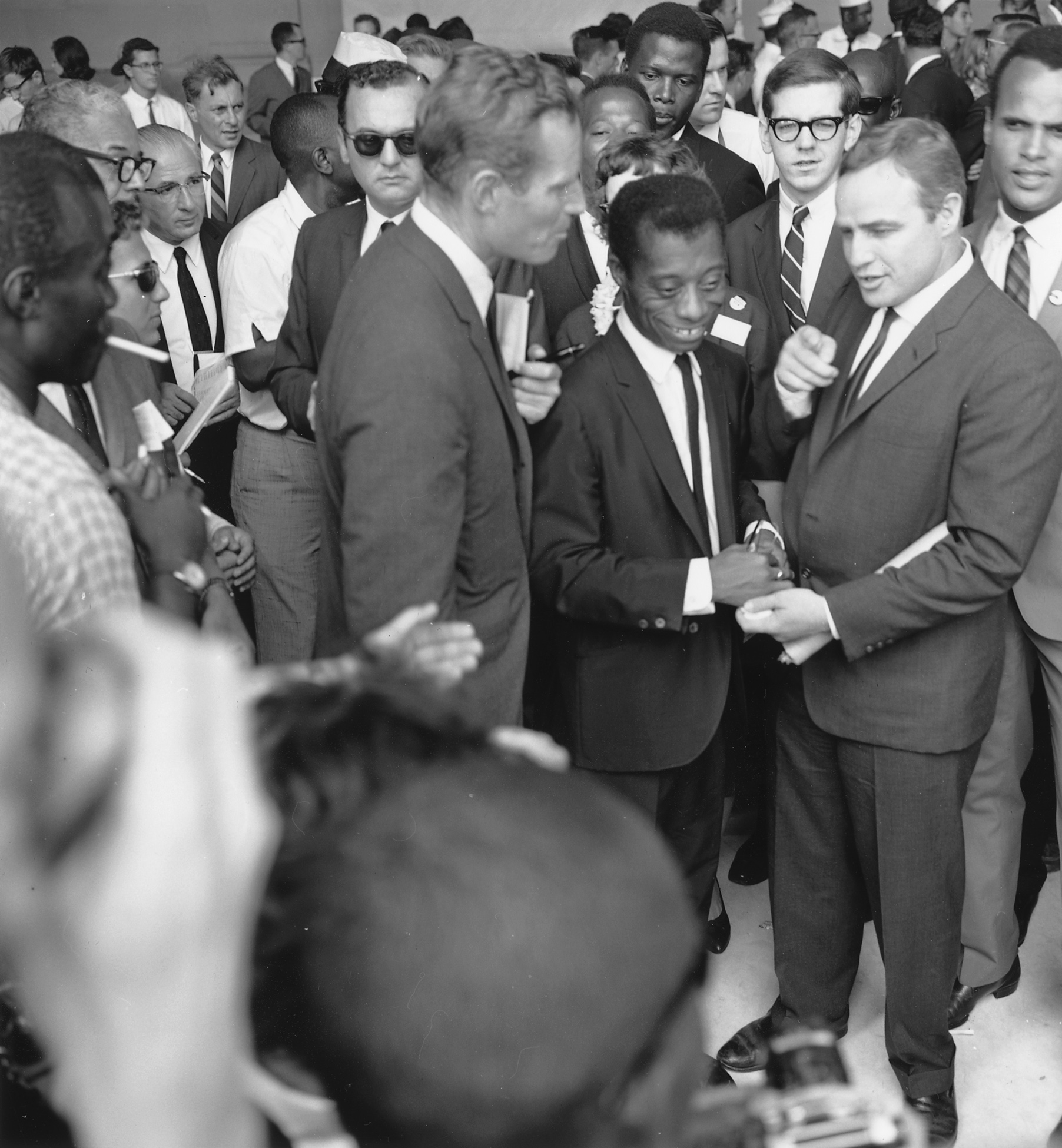
ボールドウィン（中央右）とハリウッド俳優チャールトン・ヘストンおよびマーロン・ブランド。1963年 ワシントン大行進で。後ろの群衆の中にシドニー・ポワチエ とハリー・ベラフォンテも見える。

- Go Tell It on the Mountain (自伝的小説、1953年)
  - 斎藤数衛訳『山にのぼりて告げよ』、早川書房、1961年4月 (黒人文学全集 - 第3巻)
- The Amen Corner (戯曲、1954年)
- Notes of a Native Son (随筆集、1955年)
  - 黒川欣映訳『黒人はこう考える：人種差別への警告』、弘文堂、1963年
  - 佐藤秀樹訳『アメリカの息子のノート』、せりか書房、1968年
- Giovanni's Room (小説、1956年)
  - 大橋吉之輔訳『ジョヴァンニの部屋』、白水社、1964年7月 (新しい世界の文学15)、新版・白水Uブックス、1984年
- Nobody Knows My Name: More Notes of a Native Son  (随筆集、1961年)
  - 黒川欣映訳『誰も私の名を知らない -人種戦争の嵐の中から』、弘文堂、1964年
- Another Country (小説、1962年)
  - 野崎孝訳『もう一つの国』、集英社、1969年／集英社文庫、1977年
- The Fire Next Time (随筆集、1963年)
  - 黒川欣映訳『次は火だ ボールドウィン評論集』、弘文堂、1968年
- Blues for Mister Charlie (戯曲、1964年)
  - 橋本福夫訳『白人へのブルース』、新潮社、1966年／新潮文庫、1971年
- Going to Meet the Man (短編集、1965年) イギリスでマイケル・ジョセフにより出版。装丁はデイビッヂ・バトル。
- Tell Me How Long the Train's Been Gone (小説、1968年)
- No Name in the Street (随筆集、1972年)
  - 橋本福夫訳『巷に名もなく―闘争のあいまの手記』、平凡社、1975年
- If Beale Street Could Talk (小説、1974年)
  - 沼澤洽治訳『ビール・ストリートに口あらば』、集英社、1976年 (世界の文学33)
  - 川副智子訳『ビール・ストリートの恋人たち』、早川書房、2019年
- The Devil Finds Work (随筆集、1976年)
  - 山田宏一訳『悪魔が映画をつくった』、時事通信社、1977年
- Just Above My Head (小説、1979年)
- Jimmy's blues (詩集、1983年)
  - 田中久美子訳『ジミーのブルース -ボールドウィン詩集』、山口書店、1999年
- The Evidence of Things Not Seen (随筆集、1985年)
- The Price of the Ticket (随筆集、1985年)

共著作品
- Nothing personal (写真家リチャード・アヴェドンとの共著) (1964年)
- A Rap on Race (マーガレット・ミードとの共著) (1971年) 
  - 大庭みな子訳『怒りと良心 -人種問題を語る』、平凡社、1973年
- One day when I was lost (A・ハレーとの共著、1972年)
- A Dialogue (ニッキ・ジョヴァンニとの共著) (1973年)
  - 連東孝子訳『われわれの家系』、晶文社、1977年
- Little Man Little Man: A Story of Childhood (ヨラン・カザックとの共著、1976年)

## 刊行作品集
- Early Novels & Stories: Go Tell It on the Mountain, Giovanni's Room, Another Country, Going to Meet the Man (トニ・モリソン編集) (Library of America, 1998) ISBN 978-1-883011-51-2.
- Collected Essays: Notes of a Native Son, Nobody Knows My Name, The Fire Next Time, No Name in the Street, The Devil Finds Work, Other Essays (トニ・モリソン編集) (Library of America, 1998) ISBN 978-1-883011-52-9
- 集英社(愛蔵版世界文学全集第45巻)、もう一つの国（ボールドウィン） 九つの物語（サリンジャー） 、1973年
- 荒地出版社 (現代アメリカ文学選集第4巻)、ボールドウィン他、1968年

## 映像化
映画
- 幼なじみ（1998年、フランス、原作『ビール・ストリートに口あらば』）
- 私はあなたのニグロではない（2016年、アメリカ・フランス・ベルギー・スイス合作、ドキュメンタリー映画、原作・出演）
- ビール・ストリートの恋人たち（2018年、アメリカ、原作『ビール・ストリートに口あらば』）